# Brian Binnie
William Brian Binnie (West Lafayette, 26 de abril de 1953 – 15 de setembro de 2022) foi um dos pilotos da SpaceShipOne, a primeira espaçonave construída pela iniciativa privada e que foi ao espaço em 2004.

## Biografia

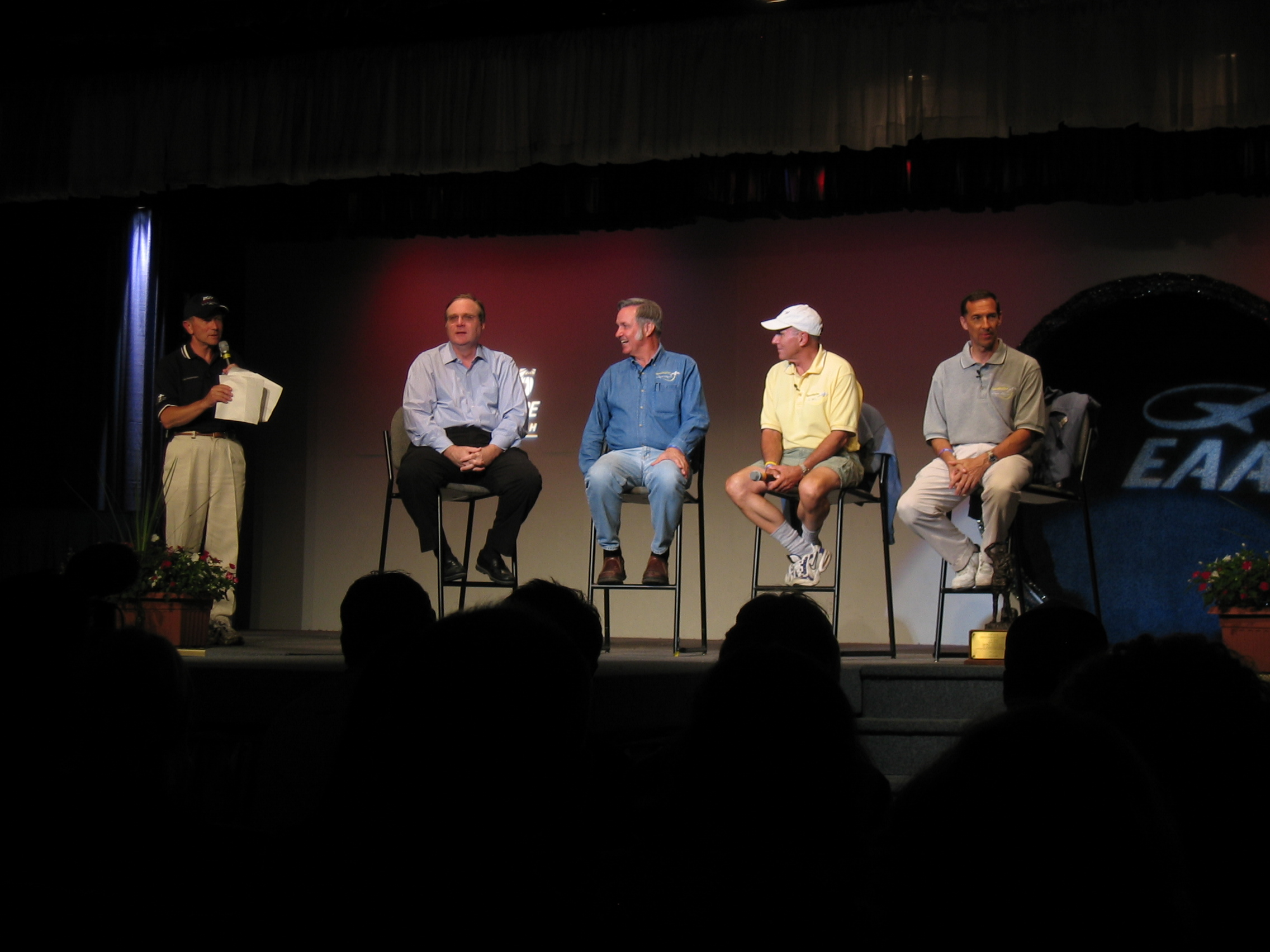
Líderes da SpaceShipOne (e-d): Tom Poberezny, Paul Allen, Burt Rutan, Mike Melville e Brian Binnie

Binnie nasceu no estado de Indiana, Estados Unidos, no dia 26 de abril de 1953, onde seu pai, um professor escocês, dava aulas de física na Universidade Purdue. Quando ele tinha cinco anos de idade, sua família retornou à Escócia e ele cresceu e estudou em Aberdeen até a adolescência, quando a família retornou a Boston.
Durante os vinte anos seguintes, após se formar na Universidade de Princeton, ele serviu na Marinha dos Estados Unidos como aviador naval, pilotando diversos tipos de aviões e graduando-se como piloto de testes na escola naval.
Em 17 de dezembro de 2003, Binnie foi o piloto do primeiro teste em voo da SpaceShipOne, que atingiu a velocidade de Mach 1.2 e 20 km de altura. No ano seguinte, foi o segundo piloto a participar do segundo voo da espaçonave em busca do Prêmio X Ansari – um prêmio de 1 milhão de dólares concedido pela empresária e futura turista espacial Anousheh Ansari, aos primeiros a construírem uma nave com recursos privados, num programa não-governamental, capaz de alcançar o espaço acima da atmosfera e da gravidade terrestre por duas vezes, atingindo os 112 km de altura e tornando-se o segundo homem a ir ao espaço numa nave não-governamental e a receber as asas de astronauta, após o pioneiro Mike Melvill.
Seu voo estabeleceu um novo recorde de altura para um avião-foguete, quebrando a marca conseguida em 1963 pelo avião experimental X-15.

## Morte
Binnie faleceu no dia 15 de setembro de 2022.